# فلوران مانودو
فلوران مانودو (به فرانسوی: Florent Manaudou) (زادهٔ ۱۲ نوامبر ۱۹۹۰) شناگر اهل فرانسه است.
از افتخارات وی میتوان به کسب مدال طلا ۵۰ متر آزاد در بازی‌های المپیک تابستانی ۲۰۱۲ اشاره کرد.